# Ralph Aitken
Ralph Allan Aitken (* 16. Februar 1863 in Kilbarchan; † 10. Januar 1928 in Dumbarton) war ein schottischer Fußballspieler.

## Karriere
Der 1863 geborene Ralph Aitken spielte in seiner Vereinslaufbahn für zwei Teams: Den FC Dumbarton sowie Newcastle West End, aus dem später durch Fusion Newcastle United entstand. Mit Dumbarton stand der Linksaußen 1887 im Finale des Scottish FA Cup. Seine Laufbahn endete spätestens 1892.

Für die schottische Fußballnationalmannschaft bestritt er zwei Spiele und erzielte ein Tor.
Nach dem Ende seiner Laufbahn arbeitete Aitken auf einer Werft in Fife. Er starb 1928 im Alter von 64 Jahren.